# اکتوپلاسم (فراطبیعی)
برای کاربردهای دیگر این واژه، اکتوپلاسم را ببینید.

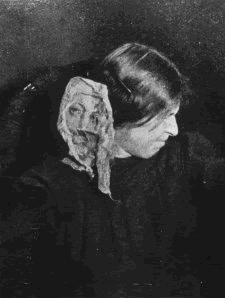
اوا کاریاره و لحظهٔ خروج مادهٔ اکتوپلاسم از پشت گردن وی

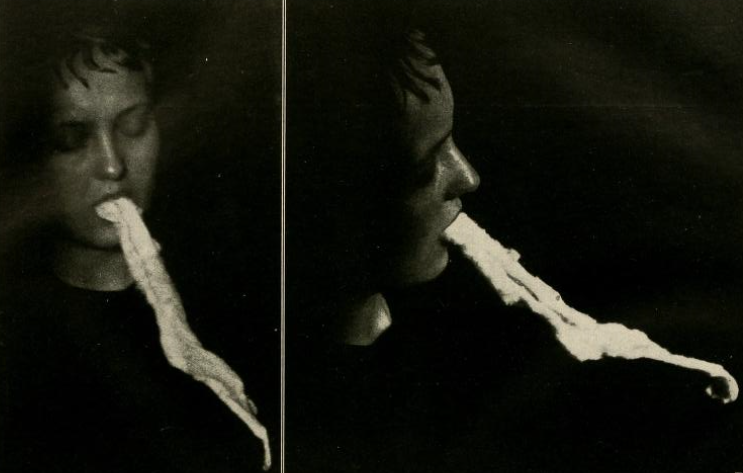
یک برداشت از بانو استانیسلاوا پپیلسکا حدود ۱۹۱۳ میلادی

اکتوپلاسم (Ectoplasm؛ از ریشهٔ یونانی ektos به معنای بیرون و plasma به معنای چیز شکل گرفته یا تولید شده) واژه‌ای است در اسپیریتوالیسم که شارل ریشه استفاده کرد تا به ماده یا انرژی روحی اشاره کند که واسطه‌های روحی با ترشح آن باعث ظهور ارواح می‌شوند. به گفتهٔ آنان، اکتوپلاسم مرتبط با شکل‌گیری روح است. اکتوپلاسم نوعی حرکت برای احضار واقعی ارواح می‌باشد این ماده درون تمام افراد وجود دارد ولی در شخص مدیوم یا واسطه این ماده به ارواح کمک می‌کند تا بتوانند بهتر ظهور جسمانی پیدا کنند چون ارواح به صورت نور تجزیه‌ناپذیر هستند برای ظهور احتیاج به یک مادهٔ زمینی و سخت دارند به نام اکتوپلاسم.
اگرچه این اصطلاح در فرهنگ عامه رایج است، هیچ‌گونه شواهد علمی مبنی بر وجود اکتوپلاسم وجود ندارد، و بسیاری از نمونه‌های ادعایی، به‌صورت حقه‌هایی ساختگی ارائه شده‌اند.